# My Big Fat Greek Wedding – Familientreffen
My Big Fat Greek Wedding – Familientreffen (auch My Big Fat Greek Wedding 3) ist eine romantische Filmkomödie von Nia Vardalos aus dem Jahr 2023. Die Produktion ist eine Fortsetzung der im Jahr 2002 veröffentlichten Independent-Komödie My Big Fat Greek Wedding – Hochzeit auf griechisch sowie deren Fortsetzung My Big Fat Greek Wedding 2 (2016).

## Handlung
Toula Portokalos-Miller und ihr Mann Ian haben vor Kurzem ihre beiden Väter verloren. Mutter Maria leidet zudem an fortschreitender Demenz und ist zunehmend auf Hilfe angewiesen. Als der Bürgermeister von Vrisi, dem Heimatdorf von Toulas verstorbenem Vater Gus, sie unerwartet zu einem großen Familientreffen einlädt, bricht das Paar in Begleitung von Tochter Paris, Toulas Bruder Nick und ihren beiden Tanten Voula und Freida zum ersten gemeinsamen Urlaub nach Griechenland auf. Bei ihrer Ankunft in Athen trifft die Familie auf Victory, den non-binären Bürgermeister des Dorfes, der sich zugleich als entfernter Verwandter entpuppt. In Vrisi angekommen, finden die Portokalos einen nahezu verlassenen Ort vor. Victory muss daraufhin eingestehen, dass die Familie die einzige sei, die auf die Einladung reagiert habe, und die geplante Zusammenkunft nur ein Vorwand war, um ehemalige Bewohner und ihre Angehörigen für eine dauerhafte Rückkehr ins Dorf zu begeistern.
Familie Portokalos beschließt, das Beste aus der Situation zu machen und richtet sich in einem leerstehenden Haus in Vrisi provisorisch ein. Als sie mit Gus’ Jugendliebe Alexandra Bekanntschaft machen, offenbart diese, dass ihr Sohn Peter ebenfalls ein Kind von Gus und damit der ältere Halbbruder von Toula und Nick ist. Die Familie ist zunächst überrascht, heißt Peter und seine Mutter in ihre Reihen jedoch herzlich willkommen. Sie treffen auch auf Christos, Peters Sohn, sowie Qamar, Alexandras Haushaltshilfe, die ursprünglich aus Syrien stammt und mit Christos heimlich verlobt ist. Als das Geheimnis der beiden auffliegt, können Toula und ihre Verwandtschaft erfolgreich vermitteln und Peter und Alexandra, die sich eigentlich eine Griechin an der Seite von Christos gewünscht hatten, ihren Segen abringen. Christos und Qamar beschließen daraufhin, sich noch in Anwesenheit der Portokalos im Dorf trauen zu lassen und beauftragen Victory mit der Ausrichtung eines Hochzeitsfestes in Vrisi.
Toulas Cousine Nikki und ihr Cousin Angelo haben mit Unterstützung von Ian unterdessen Gus’ Jugendfreunde ausfindig machen. Als sie gemeinsam mit vielen weiteren Bekannten und ehemaligen Bewohnern des Ortes am Abend der Hochzeit im Dorf erscheinen, kann Toula endlich der Bitte ihres Vaters nachkommen und ihnen sein Tagebuch überreichen. Nick, der Gus’ Asche heimlich mit nach Griechenland gebracht hat, kann hingegen seinem ganz eigenen Versprechen gegenüber seinem Vater nachkommen: Noch in derselben Nacht verstreut er gemeinsam mit Toula und Peter Gus’ Asche unter dem ältesten Baum in Vrisi. Paris nutzt derweil die Gelegenheit, sich mit Aristoteles auszusprechen, der die Familie auf Drängen von Tante Voula auf der Reise begleitet hatte und sich noch immer eine Beziehung mit ihr wünscht. Toula und Nick beschließen nach einer Diskussion, dass sie sich die noch immer vakante Stelle des Familienoberhaupts künftig teilen und einander dabei unterstützen wollen.

## Synchronisation
Die deutsche Synchronfassung entstand bei der FFS Film- & Fernseh-Synchron, Berlin. Marius Clarén schrieb das Dialogbuch und Cay-Michael Wolf führte Regie.
| Rolle                   | Darsteller            | Synchronsprecher           |
| ----------------------- | --------------------- | -------------------------- |
| Toula Portokalos-Miller | Nia Vardalos          | Claudia Lehmann            |
| Ian Miller              | John Corbett          | Charles Rettinghaus        |
| Paris Miller            | Elena Kampouris       | Lina Rabea Mohr            |
| Nick Portokalos         | Louis Mandylor        | Tobias Lelle               |
| Maria Portokalos        | Lainie Kazan          | Katja Brügger              |
| Tante Voula             | Andrea Martin         | Martina Treger             |
| Nikki                   | Gia Carides           | Harriet Kracht             |
| Angelo                  | Joey Fatone           | Thomas Wenke               |
| Victory                 | Melina Kotselou       | Wicki Kalaitzi             |
| Aristotle               | Elias Kacavas         | Fabian Kluckert            |
| Alexandra               | Anthi Andreopoulou    | Dora Dana                  |
| Peter                   | Alexis Georgoulis     | Konstantinos Papathanasiou |
| Christos                | Giannis Vasilottos    | Valentin Stilu             |
| Onkel Taki              | Gerry Mendicino       | Axel Lutter                |
| Athena Portokalos       | Stavroula Logothettis | Ilya Welter                |
| Qamar                   | Stephanie Nur         | Özge Kayalar               |
| Marianthi               | Kathryn Haggis        | Almut Zydra                |

## Rezeption
Sidney Schering von Filmstarts.de bezeichnete My Big Fat Greek Wedding – Familientreffen als den „visuell ansprechendsten Teil der Reihe“, bemängelte jedoch Vardalos' Inszenierung, die in einem „Affenzahn“ voranschreite und einen Hang zu „humorige Dialogsequenzen mit verkrampften Kalauern“ habe. Schering resümierte: „Nach zwei Romantikkomödien mit Culture-Clash-Elementen bricht Großfamilie Portokalos auf in einen paradox-charmanten Wohlfühlfilm mit Urlaubsflair: Um die liebenswert-überspitzten Figuren herum herrscht reinstes Chaos, doch sie selbst sind auf beneidenswerte Weise gelassen. Das ist in diesem Maße sicherlich mehr Wunschdenken denn Wirklichkeit, aber amüsant mitanzusehen“.
WDR 2-Redakteurin Andrea Burtz befand, dass Michael Constantine in seiner Rolle des Gus Portokalos als „Mann mit den besten Sprüchen und witzigsten Szenen“ fehle. Es passiere eine „ganze Menge in diesem dritten Teil, der aus vielen, zusammenhanglosen Episoden besteht. Der rote Faden für die Story fehlt, die mal mehr, mal weniger amüsante Situationen aneinanderreiht. Es ist schön, die bekannten Figuren wiederzusehen und das einladend fotografierte Griechenland auf der großen Leinwand zu genießen. ‚Feel-good‘ ist in der Komödie möglich. An das Original von vor über 20 Jahren reicht My Big Fat Greek Wedding – Familientreffen aber bei weitem nicht heran“.
Die Redaktion der Zeitschrift Cinema urteilte, dass „selbst Griechenland-Liebhaber [...] hier kaum auf ihre Kosten“ kämen. Das turbulente Familienleben stünde „erneut im Mittelpunkt der Handlung, die etwas zu unentschlossen vor sich hin mäandert. Der Erzählton ist heiter, aber nie wirklich komisch. My Big Fat Greek Wedding – Familientreffen ist ein Film ohne Ecken und Kanten, dessen Harmlosigkeit auf Dauer ermüdet“. Bild.de-Redakteur Markus Tschiedert kritisierte, dass sich die Fortsetzung „als ein einziger Werbespot für“ Griechenland entpuppe, während Christian Klosz von TV Spielfilm die Produktion als „banalen, teils erschreckend substanzlosen Kitsch“ bezeichnete, der „dem bisher sehenswerten Franchise“ schade.